# ヤマハ・RZ

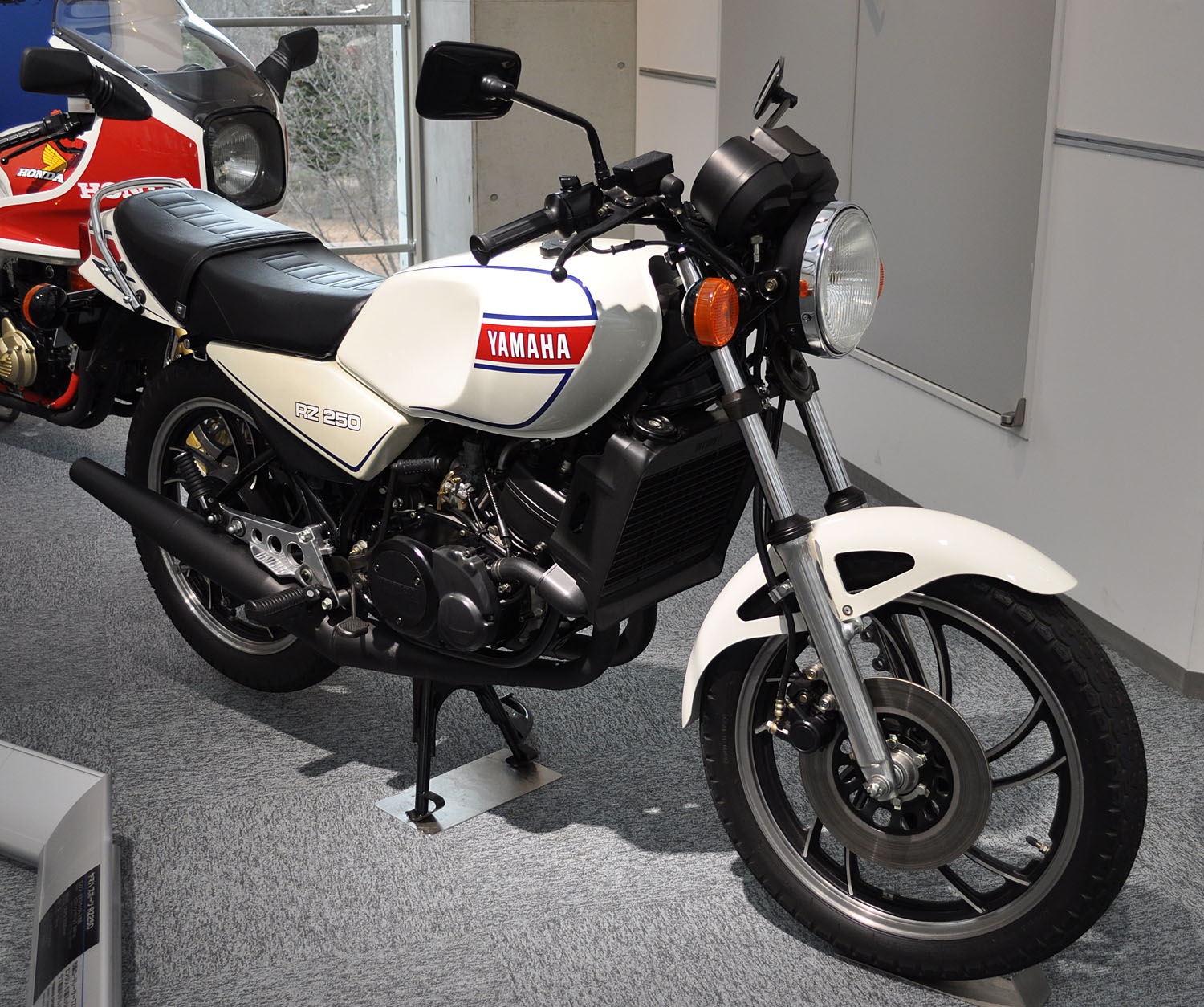
ヤマハRZ250（4L3）

RZ（アールゼット）とは、かつてヤマハ発動機が製造していたオートバイであり、シリーズ車種として排気量別に生産されていた。

## モデル一覧

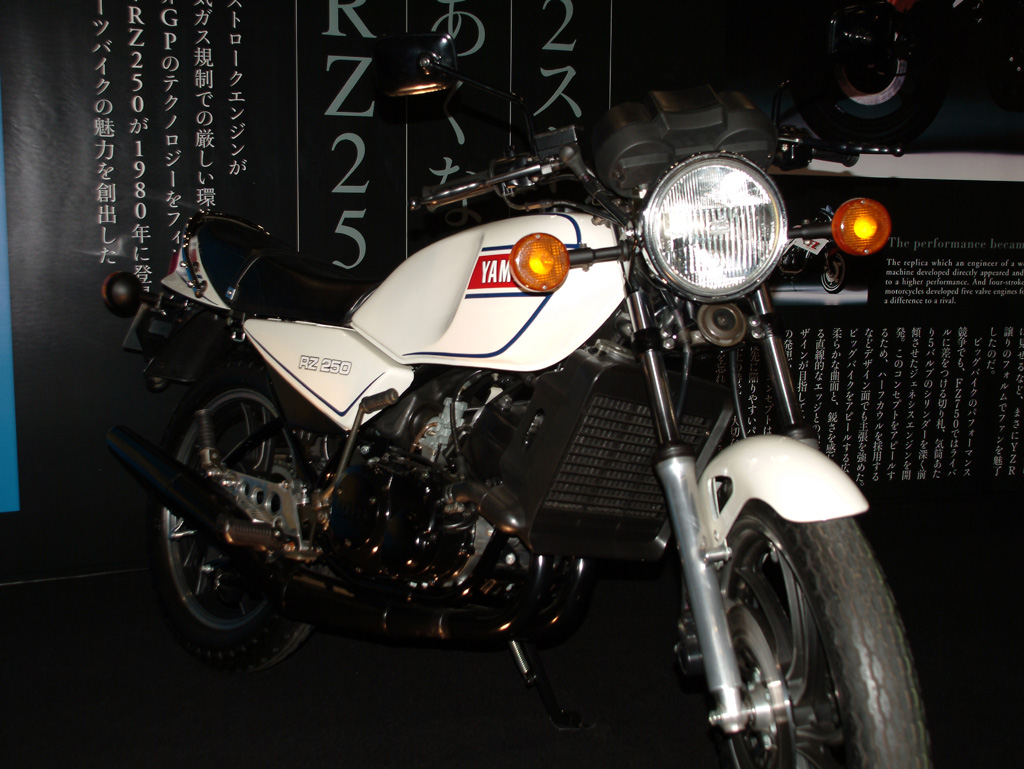
Yamaha RZ250

### RZ250(4L3)
RDの後継車種で、1980年8月に株式会社ヤマハ発動機から販売された国内向け専用の250ccのオートバイ車名である。
1970年代、北米を中心に自動車排出ガス規制が強化され、2ストロークエンジンの使用が厳しくなってゆく中、最後の2ストロークスポーツモデルを作るという思想から誕生した。
「RZ」の「R」は元来はヤマハ社内で350ccを意味している記号ではあるが、「Z」は水冷を意味する。他にアルファベット最後の文字から転じて、最後の、究極のといった意味も込めているという。
スポーツバイク本来の基本走行性能を中心に設計されたエンジンは、当時の同社製市販レーサーであるTZと同じボア・ストローク（54mm×54mm）の水冷2ストローク並列2気筒のレイアウトを採り、同クラスとして当時トップの35psを誇った。軽量化のため樹脂部品も多用されたほか、リアサスペンションにはロードスポーツモデル初採用のカンチレバータイプのモノショック（モノクロスサスペンション）、新デザインのキャストホイール、大型のハロゲンヘッドライトなど、当時の最先端アイテムを装備していた。オートバイ専門誌のスクープ記事で初めて紹介された1979年から1年近く待たされての発売（1980年8月）だったことも手伝ってか、注文から納車まで3か月待ちなどという状況がしばらく続く大ヒット作となった。株式会社GKインダストリアルデザイン研究所（現・株式会社GKダイナミックス）の手によるスタイリング・デザイン面も好評だった。なお、通称日の丸カラーともいわれる初期型のホワイトモデルは美しいパールペイントである（以降のホワイトはソリッドホワイト）。
そして走行性能の高さも特筆するものであり、上位排気量の4ストローク400ccクラスとも対等以上に渡り合える性能だったことから、「400キラー」とも呼ばれた。車両の走行性能などの目安とされるパワーウェイトレシオも3.97kg/psと、当時の4ストローク400ccクラスと肩を並べられるものだった。チャンバータイプの（膨張室を持った）マフラーの市販車採用も当時では珍しく、ルックスのレースイメージのアップとともに、性能アップにも貢献していた。駆動系の性能が高いのに対し、制動系（ブレーキ）はフロントがシングルディスク、リアがドラムブレーキ採用だったためブレーキ性能は貧弱・不十分、と言われた。このため350仕様のフロントダブルディスクにしている個体も多い。
本車の登場以降、他社も同様に2ストロークスポーツモデルを発売して対抗。その後のレーサーレプリカブームと250ccクラスのスペック競争へと繋がっていく事になる。

### RZ250R(29L)
1983年2月に発売された2代目は車名をRZ250Rとし、ビキニカウルの標準装備やタンク容量の変更（20L）などに加え、エンジンには他社に先駆けて排気デバイスであるYPVS(YAMAHA Power Valve System)を搭載して出力43psに強化された。排気デバイスとは排気タイミングをエンジン回転に応じて最適化させて高出力と扱いやすさを両立させるための装置で、この時装備されたYPVSは当時の市販レーサーであるTZの同装置ですら機械式であったのに対して、ワークスマシンYZRと同じ電気式を採用していた。フロントブレーキのダブルディスク化、リヤブレーキのドラム式からディスクブレーキ化、リアのモノクロスサスペンションもリンクを介したタイプになるなど、足回りも大きく進化した。その反面、重量は初期型に比べて6kg増加した。
キャスター/トレールが26度50分/101mmから26度30分/99mmと若干立ち気味になったものの、30mm延長されたホイールベースや市販レーサーTZのようなワイドタイプのダブルクレードルとなったフレームの効果などにより（小回りが幾分しにくくなったが）安定性が高まり、初期型でよく見られた高速コーナーでのヨーイングやウォブルといった不安定な動きが押さえ込まれている。
車体打刻開始番号29L-000101～

#### RZ250RR(51L)
1984年2月発売。標準でエンジンサイドまでのハーフカウル仕様 オプション装着でフルカウルやシングルシート化することが出来た。強制開閉式パワージェット付きキャブレターの採用などにより、エンジン出力は当時の業界自主規制の上限一杯の45psまで引き上げられた。別体サイレンサータイプのマフラー、フロントブレーキキャリパを対向ピストンタイプへ変更、電気式タコメーターの採用、丸型ウィンカーを現在のXJR1300などに採用されている卵型のものへ変更、トップブリッジ上側のマウントでバーハンドルと高さは大差ないが、レーサーをイメージさせるセパレート形状のハンドルが採用されたのもこのモデルからである。YSPショップでしか販売しなかった生産数2000台の限定モデルも存在した。
車体打刻開始番号29L-040101～ 

#### RZ250R(1AR)
1984年10月に発売されたRZ250RRのネイキッドバージョン。大型角型ウィンカー、タンクのエンブレムが「RZR」の表記の前期モデルと「YAMAHA」の後期モデルがあるが、その他グラフィック類差異程度ある。
車体打刻開始番号29L-083101～

#### RZ250R(1XG)

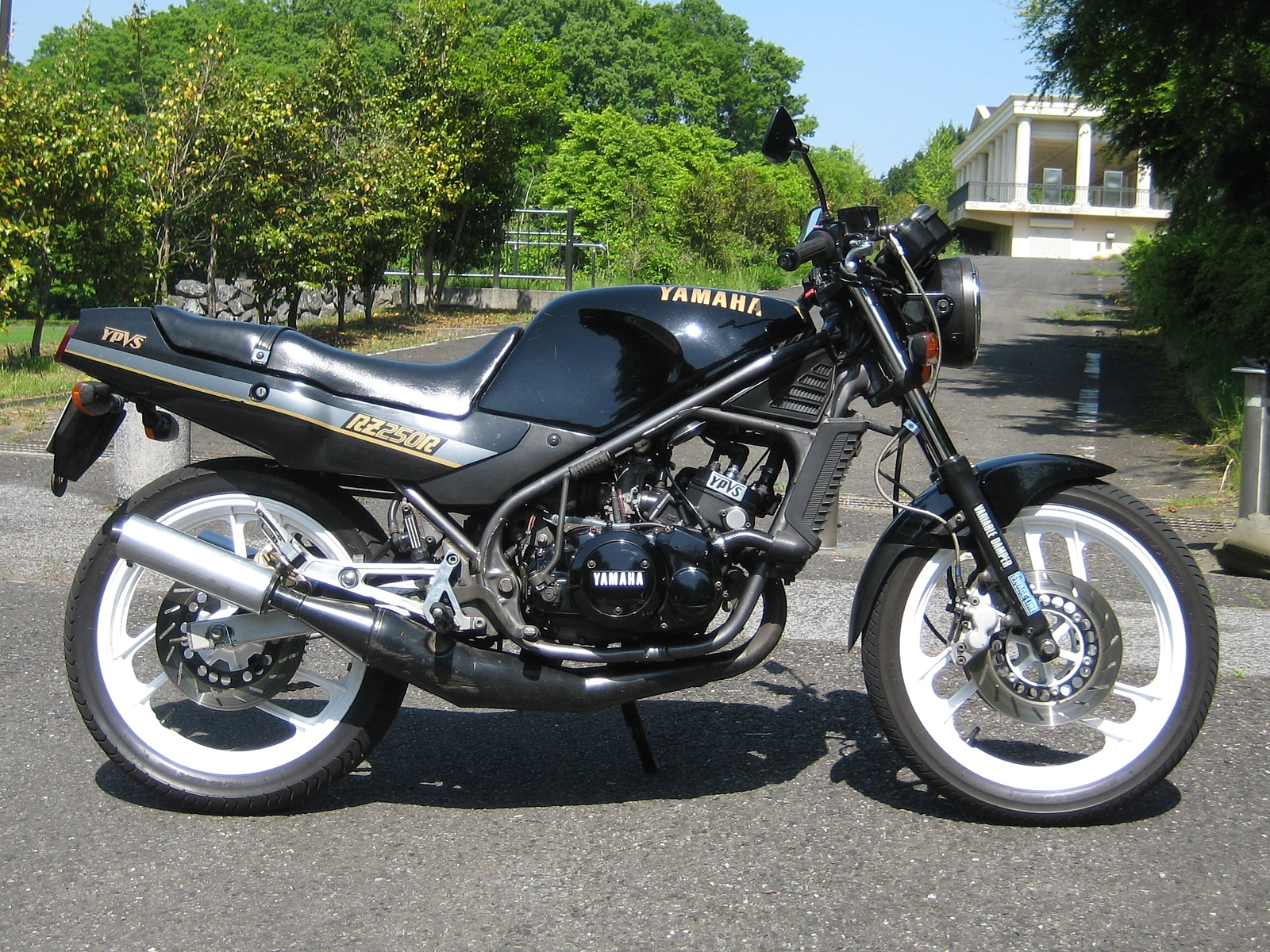
RZ250R(1XG) '87年式・ライトカスタム車

1986年7月にマイナーチェンジ。前年11月に新型のTZR250が発売され、時はレーサーレプリカブームに突入してゆくが、RZ250Rは2ストロークスポーツの廉価版モデルという位置づけで併売され続けた。シートレール形状変更、タンク形状・容量変更（20L⇒17L）、ホイールデザイン変更、キャスター/トレール⇒26度/96mmへ変更、テールランプのレンズが従来までの三角おむすび形から一般的な四角形の物へ変更、角型ウィンカーを現在のXJR1300などに採用されている卵型のものへ変更など。
またタンクやシートレール変更に伴い、サイドカバーもテールカウルまで続く一体形状に変更された。
車体打刻開始番号29L-100101～

#### RZ250R(3HM)
1988年7月、最後のマイナーチェンジ。当時の4ストロークエンジンを積んだレーサーレプリカモデルであるFZR250系の足回りをそのまま移植したような変更が施され、前後ホイールが17インチの3本スポークとなった。また、RZ国内モデルでは唯一となるデジタル進角CDIが採用された。
車体打刻開始番号29L-120101～
このモデルを以て、RZ250シリーズは生産終了となる。後継機種はR1-Z。

### RZ350(4U0)
RZ350は1981年に発売された。

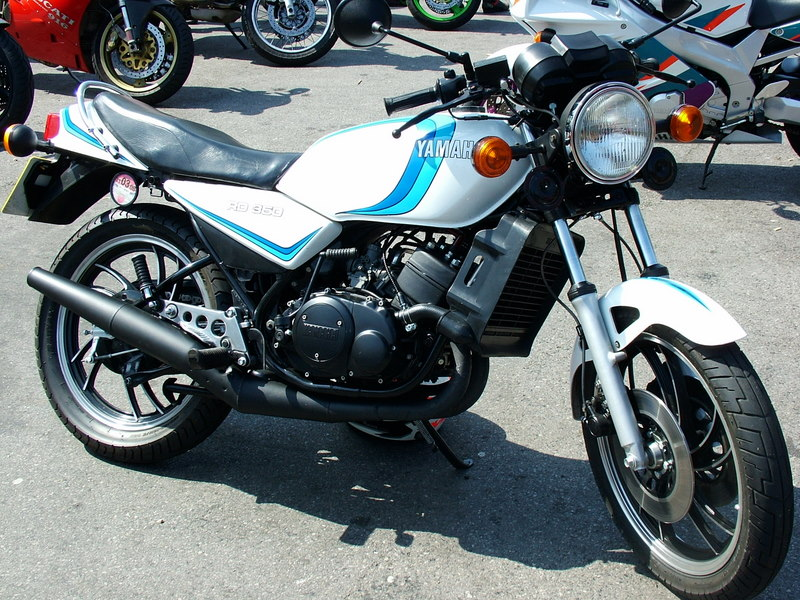
RZ350の輸出仕様・RD350LC

250との主な違いは、排気量（ボア・ストローク=54mm×54mm 247cc⇒64x54mm 347cc）の他、フロントブレーキのダブルディスク化（マスターシリンダーも変更）、オイルポンプ駆動用ウォームギアの変更による吐出量増加、キャブレタージェット類の変更、トップブリッジのハンドルマウントのラバーマウント化、二次減速比変更に伴ってドライブ・スプロケット、ドリブン・スプロケットの歯数変更、リアホイールに内蔵するハブ・ダンパーの大型化（250の丸形ラバー・ブッシュタイプから、チーズダンパーへ変更）など多岐に渡る。内部構造についての言及は避けるが、マフラーに刻まれている文字列に相違も見られる。発売当時のOEMタイヤにリアだけではあったが、当時人気のダンロップK81・TT100が奢られていた。ちなみに250はヨコハマタイヤである。
その他機能部分以外にも、スピードメーターのスケールが160km/h⇒180km/hへアップ、ホーンが高低音のダブルタイプになり、ステアリング・ステム（アンダー・ブラケット）前方にブレーキ・ホースの分岐部を隠すための樹脂製のカバーも付いていた。カタログ上の燃料タンク容積の表記に250ccとは0.5Lの差異があり350ccの方が少ない表示になっていた（16L⇔16.5L）が、タンク形状そのものは同一である。
一般には、おおむねエンジンの排気量と、フロントダブルディスク化されて制動力を強化した程度の認識ではあるが、100ccの違いから生まれるエンジンの素性は、パワー・バンドを過ぎた後のオーバーラン特性にも優れ、250ccよりも高速回転域が伸びやかであった。走行性能を大きく左右するパワーウェイトレシオの数値も250の3.97kg/psから3.17kg/psへ引上げられた。これは当時の750ccクラスと肩を並べる数値であったため、ナナハンキラー（北米では「ポケットロケット」）の異名を持つまでの存在となった。
当初は欧州向けの輸出専用車（欧州ではRD350LC）だったが、1981年に国内でも販売が開始された。しかし、国内では車検制度の制約があるため国内販売台数は伸びなかった。また、250ccの車体で350ccエンジンへの載せ替えが容易であったという面から、エンジンを載せ替えて改造しようとするマニアから重宝されたこともあり、350の初期状態のまま現存する車両は非常に少ない状況である。

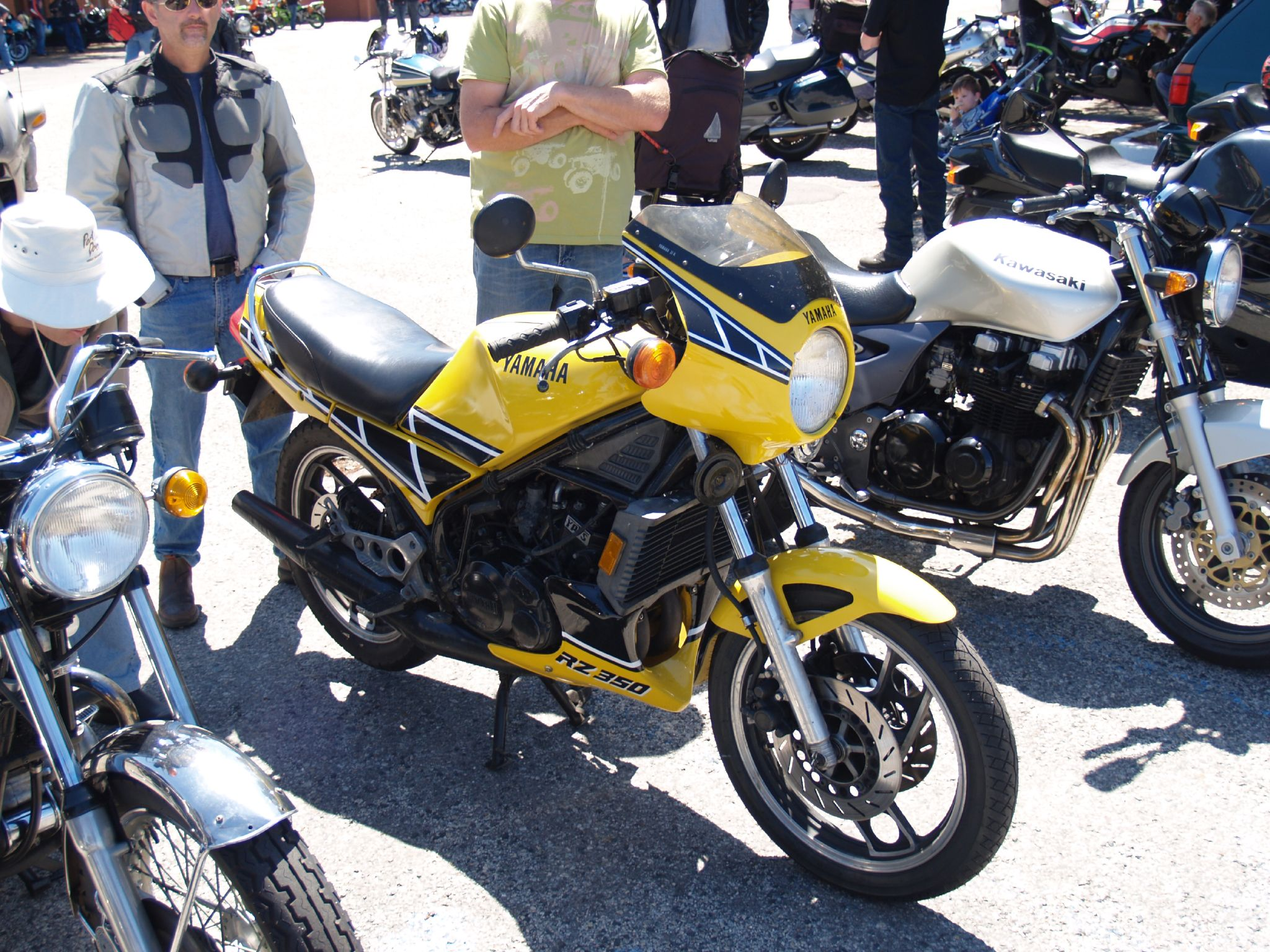
RZ350R(日本国外モデル)

その後は250cc同様にRZ350R→RZ350RRとモデルチェンジしていくが、スパルタンな趣を与えられた初代と比較して、モデルチェンジ毎に安定志向の強いスポーツモデルへと変貌を遂げていった。ただし、250Rで言う1AR以降のモデルにあたる350Rは国内モデルには存在しない。51Lの350cc版である31Kを最終型としてカタログオフされた。日本国外モデルでは国内でいう3HMをベースとした350Rが存在し、最終型はデュアルヘッドランプのフルカウル仕様となって、後々まで販売された。排気ガスの基準が各国まちまちであるため仕向地にもよる（触媒を採用したモデルでは当然デチューンされている）が、機関、電装系統について総合的にみれば完成度の高いこの国外350Rが最強といえよう。

### RZ125
RZ125は1982年に発売され、数度のモデルチェンジを繰り返した後、TZR125に引き継ぐ形で生産終了した。
前期と後期に大別され、前期型（13W）はYPVSなし、後期型（1GV）にはYPVSが装備されている。排気デバイスの有無により前期型はピーキーな高回転型エンジンとなり、後期型は比較的マイルドなエンジンとして評価される。（なおRZ125S・・・33Xなる中期型も存在し、YPVSは装備されないが1GVと同等の22.0PSに向上されグラフィックの変更と特徴的な角目ミニカウルが装備された）プロダクションレースのベース車両としても重宝された。なお最終型1GVはRZ125からTZR125への過渡期にあたるため共通点も多い。フォークやメーターなどは共通部品であるし、ホイールもサイズこそ異なるが類似のデザイン。そしてTZR125も初期型2RMはリアブレーキはドラムを採用している。

### RZ50
RZ50は1981年にフルサイズボディに水冷2サイクル単気筒エンジン搭載、最高出力は7.2psという当時の原付最先端のスペックを持ったスポーツバイクとして発売され人気を博し、数度のモデルチェンジを繰り返した後、一旦はTZR50に引き継ぐ形で生産終了したが、1990年代になり当時主流であったフルカウルのレーサーレプリカタイプの流行に陰りが見えていた中 、いわゆるネイキッドタイプのトラディショナルなスタイルのバイクとして1998年に復活した。ちなみにエンジンはアップデートされた水冷だが、スタイリングはスポークホイールやダックテールなどRZというより、むしろTDレーサーや空冷モデル（RD系）をイメージさせるデザインとなった。
初代のRZと二代目とでは車名こそ同じだが、全くの別物と言って良いほどルックス・メカ共に異なる。ボディは初代同様にフルサイズであるが、フレームはDT50の設計を流用しており、キャストホイールから鉄スポークホイールへの変更、角ばったサイドカバーやシートカウル類はデザインが一新され、ロングタンクに短いシートカウルは60-70年代のレーシングバイクを彷彿とさせる物となった。フロントマスクも角ライトから丸ライトへと変更。エンジンはTZR50Rのために新設計された物を小変更し搭載。初代は電装が6Vでキック始動だったが、二代目は電装が12Vに強化されセル始動となっている。なお初代モデルのパーツは、2010年代以後は在庫がないに等しい状況であり破損の場合修理が困難である。二代目は新車価格がより高額（2007年時点で28万4550円）に設定されたことから、自動二輪車免許を持つライダーからは原付二種と比較されたが、2000年代に4ストロークエンジンへと移行する車種が多い中2ストロークエンジン搭載と言う希少さからあえてRZを選択するユーザーも見られた。
RZ50は国産車最後の2ストロークスポーツモデルとして生産され続けていたが、2007年の自動車排出ガス規制により生産終了となり、RZシリーズは27年の歴史に幕を下ろした。

## エピソード
- 輸出仕様の車名はRD250（350）LC（liquid　cooled=水冷の意）である。従来からの空冷2ストロークスポーツの車名であるRDに、水冷（Liquid-Cooled）を意味するLCを加えた形であり、単なるRDはRZの前に国内でも発売されていた空冷エンジンを搭載するオートバイである。
- RZのペットネームが初めて使われたのは、1975年に東京モーターショーに出品されたRZ201である。搭載されたエンジンは、2ストロークではなく、ヤンマーディーゼル（現・ヤンマーホールディングス）が開発したチェーンソー用のロータリーエンジンをモデファイドし搭載した。
- 1980年代の若者文化の一翼を担ったNHK教育テレビの「YOU」においてもバイク特集が組まれた時、収録の際に司会の糸井重里は集まった若者に「アールゼットがどうのこうのという話はなしだからね。」と釘を刺したくらいRZは1980年代のバイクブームを代表するワードであった。
- 本系統に用いられた350ccエンジンは同社製のATVにも流用された。→ヤマハ・バンシー